# نیدرسورپه
نیدرسورپه (به آلمانی: Niedersorpe) یک منطقهٔ مسکونی در آلمان است که در اشمالنبرگ واقع شده‌است. نیدرسورپه ۲۲۷ نفر جمعیت دارد.